# Bohutice (przystanek kolejowy)
Bohutice – przystanek kolejowy w Bohuticach, w kraju południowomorawskim, w Czechach. Znajduje się na wysokości 275 m n.p.m.
Jest zarządzany przez Správę železnic. Na przystanku nie ma możliwości zakupu biletów, a obsługa podróżnych odbywa się w pociągu.

## Linie kolejowe
- 244 Brno - Hrušovany nad Jevišovkou